# Banksy
Banksy egy brit graffitiművész, politikai aktivista és festő, kinek személyazonossága jórészt ismeretlen. Szatirikus utcai művészete és felforgató epigrammái a fekete humort keverik a graffitivel, jellegzetes stencilezett technikával. Politikai és társadalmi mondanivalójú művészi kommentárjai a világ különböző városainak utcáit, falait, hídjait díszítik.
Banksy munkássága a bristoli underground szcénából nőtte ki magát, ahol művészek és zenészek dolgoztak együtt. Tristan Manco szerző és grafikus szerint Banksy „1974-ben született, és Bristolban, Angliában nőtt föl. Egy fénymásológép-szerelő fia. Hentesnek készült, de a „nagy bristoli aeroszol-bumm” idején az 1980-as évek végén magával ragadta a graffitizés.” Szakértők szerint stílusa Blek le Rathoz hasonló, aki 1981-ben Párizsban kezdett el stencilekkel dolgozni, és annak a Crass nevezetű anarchista-punk bandának volt a tagja, akiknek a nevéhez fűződik a londoni földalatti rendszer stenciles graffiti kampánya a 70-es-80-as évek idején.
Banksy arról ismert, hogy lenézi a kormányt azért, amiért a graffitizést vandalizmusnak címkézik, csak azért, mert az nem hoz számukra profitot. Ezért műveit közterületeken, többnyire falakon teszi nyilvánossá, de installációkat is szokott készíteni. Banksy maga nem ad el műveiről semmiféle fényképet; noha a művészeti aukcióvezetők ismertek arról, hogy megkísérlik eladni műveit a helyszínen, az eltávolításával kapcsolatos gondokat pedig a legnagyobb összeget ajánlóra hagyják.
Banksy első filmje, az Exit Through the Gift Shop (Kijárat az ajándékbolton át) „a világ első street art katasztrófafilmjeként” debütált a 2010-es Sundance Filmfesztiválon. 2010 februárjában a Berlinálén is levetítették. A közönségnek szánt videoüzenetben (elváltoztatott hangon és arctalanul) arról beszélt, hogy “az volt a célja, hogy olyan filmet készítsen, amely akkorát lendíthet a graffiti ügyén, mint a Karate kölyök a harcművészetekén." A film az Egyesült Királyságban 2010. március 5-én jelent meg. Azóta is tart a vita arról, hogy a film vajon valós szereplők valós cselekedeteit ábrázolja, vagy az egész csupán Banksy újabb hackje.

## Karrier

### Tevékenységének kezdete (1992–2001)

Banksy meztelen férfit ábrázoló képe a bristoli nemibeteg-gondozó falán. A közönség tömeges állásfoglalása után a Városi Tanács úgy döntött, hogy nem távolítják el a képet.

Banksy szabadúszó graffiti művészként kezdte 1992-1994-ben mint a Bristol’s DryBreadZ Crew (DBZ) egyik tagja, Kato-val és Tes-szel. Helyi művészek inspirálták és a munkája része volt a nagyobb bristoli underground szcénának.
A kezdetektől fogva stencilt is használt munkáihoz, majd 2000-től fordult teljesen a stencilezési technikához, miután felfedezte, mennyivel kevesebb időbe kerül befejezni egy darabot. Azt állítja akkor váltott a stenciles technikára, mikor a rendőrség elől bujkált egy vasúti szerelvény alatt és felfedezte annak stenciles sorozatszámát Innentől kezdve fő eszköze a stencil lett, mivel azzal sokkal gyorsabban lehetett dolgozni, és ezzel ki is alakult védjegyszerű stílusa, amivel szélesebb körben elismertté vált Bristol és London környékén.
Banksy feltűnő és humoros stenciljeit néha szlogenekkel is kombinálja. Az üzenet általában háború-ellenes, antikapitalista, intézmény-ellenes volt. A képeken gyakran láthatóak patkányok, majmok, rendőrök, katonák, gyermekek, vagy idősebbek.

### Kiállítások (2002–2003)
2002. július 19-én debütált Banksy első kiállítása Los Angeles-ben a 33 1/3 Galériában, a Frank Sosa által birtokolt apró Silverlake-ben. Az Existencilism elnevezésű kiállítás kurátorai a 33 1/3 Gallery, Malathion, Funk Lazy Promotions és a B+ voltak. A Halál képe egy 19. századi karcolaton alapul, amely a pestist illusztrálta.
2003-ban egy raktárban tartott “Turf War” című kiállításán Banksy állatokra festett. Noha az RSPCA megállapította, hogy az állatok kondíciói megfelelőek voltak, egy állatvédő aktivista a korlátokhoz láncolta magát.
Később az ún. “felforgató” festményekre tért át. Újrafestette pl. Monet vízililiomos tavát, képén a liliomok között városi szemét és bevásárlókocsik úsztak.
De Edward Hopper Nighthawksát is újrarajzolta úgy, hogy a karakterek egy brit foci huligánt néznek, akin egy Union Flag-es alsónadrág van, és éppen egy tárgyat hajít be egy kávézó ablaküvegén keresztül. Ezeket az olajfestményeket egy 12 napos kiállítás során mutatták be a Westbourne Grove-ban, Londonban, 2005-ben.
Shepard Faireyvel, Dmote-tal és másokkal rendeztek egy kiállítást egy alexandriai raktárban, Sydney-ben a konferenciának 2003-ban. Mintegy 1500 ember vett részt rajta.

### A 10 fontos bankjegytől a Barely Legal-ig (2004–2006)
2004 augusztusában Banksy nagy mennyiségű hamis és parodisztikus 10 fontos bankjegyet gyártott le, ahol a királynő arcát Diána walesi hercegné képmásával cserélte ki, és a feliratot is megváltoztatta “Bank of England”-ről “Banksy of England”-re.
Valaki ebben az évben egy rakás ilyen bankót dobott a Notting Hill Carnival tömegébe, amelyet néhányan meg is próbáltak elkölteni a helyi boltokban. A bankjegyek a Pictures on Walls “Santa’s Ghetto” c. kiállításán is szerepeltek. Azóta az eBay-en 200 fontért kel el a bankók darabja. Egy köteggel a The Reading Festival területére is bedobtak. A Pictures on Walls-nak köszönhetően pedig 10 bankót tartalmazó 50 db. aláírt posztert is értékesítettek, darabonként 100 fontért Diana hercegnő emlékére. Egyet a londoni Bonhams aukciós ház vásárolt meg 2007 októberében 24 ezer fontért.
2005 augusztusában Banksy egy palesztin útja alkalmával 9 képet festett a Palesztina és Izrael közötti falra, köztük egy falhoz támasztott létra képét, és egy falba lyukat törő gyerekeket
Banksy tartott egy kiállítást Barely Legal néven, „3 napos vandalizált raktár extravagancia”-ként hirdetve Los Angelesben, a szeptember 16-i hétvégén. Los Angeles-i szoba-installációja része volt egy a tapéta színére és mintázatára festett, élő elefánt is.
Banksy olyan műveket is készített, amelyek Viktória királynőt leszbikusként ábrázolta. Szatirikus művei is vannak, amelybe Andy Warhol és Leonardo da Vinci munkái vannak beépítve.

### A Banksy-hatás (2006–2007)
Miután Christina Aguilera vásárolt egy eredeti leszbikus Viktória Királynőt ábrázoló képet és még 2 művet 25 ezer fontért, 2006. október 19-én Kate Moss-t ábrázoló festményét a Sotheby’s Londonban 50.400 fontért adták el egy aukción. A 6 szita-nyomásos művét, amelyet a modellről festett Andy Warhol Marylin Monroe képéhez hasonló stílusban, a becsült ár ötszöröséért adták el. Ugyanazon az aukción festéket könnyező, zöld Mona Lisa stenciljét 57 600 fontért adták el. Decemberben Max Foster újságíró megalkotta a „Banksy-hatás” kifejezést, azt illusztrálva ezzel, hogy más utcai művészek milyen sikeresek lettek Banksy sikerének köszönhetően.
2007. február 21-én a londoni Sotheby’s aukciós ház 3 munkáját adta el, elérve az eddigi legmagasabb eladási árat: több mint 102 ezer fontot fizettek a Bombing Middle England c. munkájáért. Két másik graffitije, a Ballon Girl és a Bomb Hugger, 37 200 és 31 200 fontért keltek el, ami jóval a becsült értékük felett volt. A következő napokban még 3 Banksy-munka kelt el kimagasló áron: a “Ballerina with Action Man Parts” 96 ezer fontért, a Glory 72 ezer fontért, az Untitled (2004) pedig 33 600 fontért. Az aukció második napjával egyidejűleg Banksy frissítette weboldalát egy aukciós ház képével, amin az emberek ajánlatokat tesznek egy képre, ami azt mondja: „Nem tudom elhinni, hogy ti idióták tényleg megveszitek ezt a szart”.
2007 februárjában egy bristoli ház tulajdonosa, amelynek a falán egy Banksy kép volt, eldöntötte, hogy a beérkező ajánlatok után a házat a Red Propeller művészeti galérián keresztül adja el, mert a leendő vevők el akarták távolítani a falfestményt. A festmény a ház tartozékaként volt listázva.

Banksy még egyszer a Ponyvaregényről

 2007 áprilisában a londoni közlekedési vállalat átfestette Banksy ikonikus képét, amely egy jelenetet ábrázolt Quentin Tarantino Ponyvaregényéből, ahol Samuel L. Jackson és John Travolta fegyverek helyett banánnal a kezükben vannak ábrázolva. Bár a kép nagyon népszerű volt, a vállalat úgy nyilatkozott, hogy a graffiti „a gondatlanság és a társadalmi hanyatlás általános atmoszféráját teremti meg, ami erőszakra ösztönzi az embereket” és hogy csapatuk „professzionális takarítókból és nem művészetkritikusokból áll”. Banksy újraalkotta a képet. A szereplők immár nem banánokat tartottak a kezükben, hanem valódi fegyvereket, de ők maguk banán-jelmezbe voltak öltözve. Banksy a képen tiszteletét tette egy 19 éves brit graffiti művész, Ozone előtt is, akit néhány Wants művésszel együtt elütött a metró Barkingban, Kelet-Londonban, 2007. január 12-én. A képen egy angyal volt golyóálló mellényben és a koponyát tartott a kezében. 

Ozone angyala

2007. április 27-én egy Banksy mű ismét rekordáron kelt el egy aukción: a Space Girl & Bird 288 ezer fontért, értéke hússzorosáért kelt el a londoni Bonhams-ban.
2007. május 21-én Banksy megkapta a “Greatest living Briton” művészeti díjat. Banksy, ahogy az várható volt, nem vette át, továbbra is anonimitásban maradt.
2007. június 4-én jelentették, hogy ellopták Banksy “The Drinker” c. alkotását.
2007 októberében a munkái többségét a kikiáltási ár több mint kétszereséért árverezték el a Bonhams aukciós házban.
Szintén ebben az évben Banksy közzétett egy nyilatkozatot a honlapján. A nyilatkozat szövegét úgy idézte, mintha az Mervin Willett Gonin alezredes egyik naplóbejegyzése lenne, amely az Imperial War Museum-ban van kiállítva. Azt írja le, hogy a II. világháború végével, a bergen-belseni koncentrációs tábor felszabadítása után egy hajórakománnyi rúzs hogyan segített az embereknek visszanyerni az emberségüket. A nyilatkozatot hamarosan a Graffiti Heroes #03-mal helyettesítették, ami Peter Chappel 1970-es graffiti-kutatását írja le, amikor George Davis börtönből való kiszabadításán dolgozott. 2009. augusztus 12-én Emo Philips-re hivatkozott honlapján megjelenő manifesztumában: „Mikor gyerek voltam, minden este imádkoztam egy új bicikliért. Aztán rájöttem, hogy Isten nem így működik, úgyhogy elloptam egyet magamnak és megbocsátásért imádkoztam”.
Banksy néhány képe látható az Az ember gyermeke c. filmben, többek között az a stencile is, amelyiken két rendőr csókolózik.

### 2008
Márciusban egy stenciles graffiti tűnt föl a Thames Water tornyon, a Holland Park körterén, amelyet Banksynek tulajdonítottak. Egy gyermeket ábrázolt, aki éppen azt festi a falra, hogy „Take this Society”. Hammersmith és Fulham városának szóvivője, Greg Smith a művet vandalizmusnak nevezte és azonnali eltávolítását rendelte el, amelyet a tanács dolgozói vittek véghez 3 napon belül. A hétvégén aztán, május 3-5-én Londonban Banksy tartott egy kiállítást, a The Cans Festival címmel. A kiállítás a Leake Streeten került megrendezésre, egy utcai aluljáróban a London Waterloo pályaudvar alatt. A meghívott művészek, mint például Blek le Rat, Broken Crow, C215, Cartrain, Dolk, Dotmasters, J.Glover, Ben Eine, Eelus, Hero, Pure evil, Jef Aérosol, Mr Brainwash, Tom Civil vagy Roadsworth, akik szintén stenciles graffiti művészek voltak, akik saját műveiket fújták a falakra.
2008 késő augusztusában, a Katrina hurrikán harmadik évfordulójának és az ahhoz kapcsolódó gátszakadási katasztrófára való megemlékezésen, Banksy graffitik sorozatát fújta fel a katasztrófa óta üresen álló New Orleans-i épületek falára.
Nem sokkal később egy elhagyatott birminghami benzinkút falára pedig egy felakasztott Ku Klux Klan tagot festett, amelyet hamar el is távolítottak.
Első hivatalos New York-i kiállítása, azaz „ál-üzlete” a "Village Pet Store And Charcoal Grill," 2008 október 5-én nyílt meg. „Állat tápok/Ritka fajták/Mechanikusan kinyert hús”, hirdette a felirat a bolt előtt.
A kiállítás olyan animatronikus állatokat ábrázolt, mint például az önmagukat barbecue szószba mártogató kicsiny Chicken McNuggetseit felügyelő tyúkanyó, vagy a magát éppen a tükörben sminkelő, gyöngynyakláncos nyúl.
A westminsteri városi tanács 2008 októberében kijelentette, hogy a „One Nation Under CCTV” feliratot le fogják festeni, mivel az egy graffiti. A tanács úgy nyilatkozott, hogy minden graffitit el fog távolítani, tekintet nélkül az alkotóra és külön kiemelték, hogy „Banksynak nincs több joga graffitizni, mint egy gyereknek". Robert Davis, a tanács Tervező Bizottságának elnöke a The Times újságnak azt nyilatkozta: "Ha ezt elnézzük, akkor azzal azt is mondhatnánk, hogy minden egyes gyerek egy spray-vel műalkotást hoz létre.” A munkát 2009 áprilisában le is festették.
2008 decemberében, a „The Little Diver” c. Banksy kép vandalizmus áldozata lett Melbourne-ben. A képet egy átlátszó műanyag réteg védte, ennek ellenére a műanyag mögé ezüst festéket fújtak és azt írták rá: "Banksy woz ere" (Banksy itt volt). A képet majdnem teljesen megsemmisítették.

### 2009
2009 májusában Banksy bejelentette, hogy onnantól a Pest Control vállalat képviseli, és új munkáit is csak innen lehet majd megvásárolni. 2009. június 13-án megnyílt Banksy „UK Summer Show”-ja a Bristol City Museum and Art Galériában, több mint 100 alkotással és 78 új munkával ez volt eddigi legnagyobb kiállítása. A show-ra érkező reakciók pozitívak voltak, több mint 8500 látogatóval az első hétvégén. A kiállítást 12 hete alatt pedig összesen 300ezer alkalommal látogatták meg.
2009 szeptemberében Banksy munkáját, amely a királyi családot parodizálta ki, részben megsemmisítette a Hackney Városi Tanács egy véletlen folyamán, amikor az engedélyt kérő levelet a tulajdonos egy korábbi címére küldték. A festmény a 2003-as Blur „Crazy Beat” c. dal megrendelésére készült és az aktuális tulajdonos, aki megengedte, hogy a festményt elkészítsék, állítólag könnyekben tört ki, amikor látta, hogy lefestik a művet. 2009 decemberében, Banksy a 2009 United Nations Climate Change Conference alkalmából 4 festményt készített a globális felmelegedésről. Az egyik képet, amelynek a címe az „Én nem hiszek a globális felmelegedésben” félig ellepi a víz.

### Exit Through the Gift Shop (2010)
A részben Banksyről szóló film, az Exit Through the Gift Shop világpremierje a Sundance Film Festivalon volt, a utahi Park Cityben, január 24-én. A vetítés alkalmából a művész több művet is alkotott Park City és Salt Lake City környékén.
Februárban a liverpooli The Whitehouse Pub 114 ezer fontért kelt el egy aukción, amelynek az oldalát Banksy hatalmas patkányának a képe díszítette.
2010 márciusában a "Forgive us our Trespassing" c. munkáját, amely egy imádkozó kisfiút ábrázolt glóriával a feje körül a Londoni aluljáróban helyezték el az Exit Through a Gift Shop promóciójaként, az üzemeltetők azonban eltávolíttatták a glóriát. Egy pár nappal később egy ismeretlen graffiti művész utánfestette a glóriát, amelyet végül is eltávolítottak.
2010 áprilisában a Melbourne-i Városi Tanács rendeletének köszönhetően egy graffiti eltávolító csoport figyelmetlenségből lefestett egy Banksy képet is, amely a híres ejtőernyős patkányt ábrázolta. A tanács szóvivője azt nyilatkozta, hogy visszamenőlegesen is leellenőrzik a „híres vagy szignifikáns” művekre adott engedélyeket, hogy megelőzzék a hasonló baleseteket.
2010 áprilisában az Exit Through the Gift Shop premierjével egyidőben San Franciscoban, 5 munkája jelent meg a város különböző pontjain. Banksy állítólag 50 dollárt fizetett egy Chinatown-i épülettulajdonosnak, hogy használhassa a falát a stenciljei számára.
2010 május elején hét új Banksy munka tűnt föl Torontóban, noha a legtöbbjüket azonnal átfestették vagy eltávolították. Szintén májusban, a film premierjével egyidőben Banksy a Detroit környékén lévő Warrenben kettő és Detroitban három alkotást hagyott maga után. Röviddel a Detroiti darab után, amely egy kisfiút ábrázolt piros festékes kannát tartva a következő felirat mellett: „Emlékszem, amikor mindez még fa volt” az 555 Nonprofit Galéria és Stúdió eltávolította a darabot és saját galériájukban helyezték el. Azt állították, hogy nem akarják eladni a darabot, csak megvédeni. A warreni „Diamond Girl” munkát is megpróbálták elvinni, erről a körülötte lebontott fal tanúskodik.
Szintén 2010-ben, Banksy ötletei alapján készült el A Simpson család sorozat „MoneyBART” című epizódjához készített intró is, amelynek középpontjában a kizsákmányolás, gyermekmunka és modernkori rabszolgaság áll. A felvezető képsorok olyan embereket ábrázolnak, akik siralmas körülmények között dolgoznak és veszélyeztetett, vagy mitikus állatokat használnak arra, hogy az epizód elemeit és a program reklámcikkeit elkészítsék. A neve is feltűnik egy párszor az epizód nyitó sorainál, falakra felfújva.

### Kiállítás a Műcsarnokban – Exit Through the Gift Shop (2012)
2012-ben Budapesten, a Műcsarnokban kiállítás rendeztek Banksy tiszteletére. A magyar street art jelentős művészeinek – DirtyDan, Dorkja, DuplexG, flow deco, Diktátor, Halr, infopapa, Liberthi, Miss KK, Olaj, Oliver Arthur, Riez József, void, Vokha – alkotásai díszítették a Műcsarnok alagsorának (Mélycsarnok) falait. A kiállítás címe (Exit Through the Gift Shop) alapján vélemény különítmények követelték a kiállítás bezárását (meg nem nyitását), holott senki sem állította, hogy Banksy munkái kerültek kiállításra. A kiállításon vetítették az Exit Throught the Gift Shop című, Banksynek tulajdonított film magyar szinkronos változatát is.

## Figyelemre méltó művészi alkotásai
„Amikor egy művészeti galériába mész, csak egy turista vagy, aki néhány milliomos trófeáinak vitrinjét nézegeted.”
A személyes hírnevével kapcsolatban Banksy azt állította: „Nincs szükségünk több hősre; csak egy olyan valakire, aki kivesz minket az újrahasznosításból.” Ennek ellenére, művészi munkáival kapcsolatban Banksy felelősséget vállalt néhány feltűnő művészi darabért, többek között a következőkért:
- A londoni állatkertben bemászott a pingvinekhez, ahová az “Unjuk a halat” feliratot festette 7 láb (2,1 m) magas betűkkel.[69]
- A bristoli állatkertben a következő üzenetet hagyta az elefántoknál: “Ki akarok jutni. Ez a hely túl hideg. A gondozó bűzlik. Unalmas, unalmas, unalmas.”[70]
- 2005 márciusában felforgató műveket helyezett el a Museum of Modern Art, Metropolitan Museum of Art, a Brooklyn Museum, és az American Museum of Natural History múzeumokban, New Yorkban.[71]
- 2005 májusában Banksy, bevásárlókocsival vadászó ősembert ábrázoló képét akasztotta ki a londoni British Museum 49. galériájába. A kép felfedezése után a múzeum azonban nem távolította el a képet, hanem állandó gyűjteményükhöz adták.[72]
- 2005 augusztusában Banksy az Izraelt a megszállt palesztin területektől elválasztó falra kilenc murált festett, köztük falhoz támasztott létra képét, és a falba lyukat törő gyerekeket.[26][73][74][75]
- 2006 áprilisában Banksy egy szobrot alkotott amely egy összetört piros telefonfülkéből, amelynek az oldalából egy csákány állt ki, és láthatóan vérzett és egy kis mellékutcában helyezte el a Sohoban, Londonban. Később a westminsteri tanács eltávolította. A BT kiadott egy sajtóközleményt, amely azt mondta: “Ez egy lenyűgöző vizuális kommentje a BT átalakulásáról, egy régimódi telefontársaságból egy modern kommunikációs szolgáltatóvá."[76]
- 2006 júniusában Banksy egy ablakból kilógó meztelen embert festett egy Bristol központjában található épület falára. A kép nagy port kavart, a Bristoli Városi Tanács végül a nyilvánosságra bízta, hogy döntse el, hogy a kép maradhat-e, vagy sem.[77] Egy internetes vita után az emberek 97%-a (6 ember kivételével) a stencil mellett állt ki, és a városi tannács úgy határozott, hogy a falon hagyja a művet.[77]
- 2006 augusztus/szeptemberében Banksy Paris Hilton debütáló CD-jének 500 példányát 48 különböző UK üzletben kicserélte sajátmaga által tervezett CD borítókkal ellátott Danger Mouse remixekkel. A zenei számoknak olyan címeik voltak, mint a “Miért vagyok én híres?”, vagy a “Mit tettem?”. Néhány CD-t meg is vettek, mielőtt az üzletek el tudták távolítani, néhány pedig 750 fontért keltek el olyan online aukciós portálokon, mint az eBay. A hamis CD-k borítóin többek között a meztelenre montírozott, vagy kutyafejet viselő Hilton kisasszony feje látható.[22][78][79][80]
- 2006 szeptemberében Banksy beöltöztetett egy felfújható babát a Guantánamói-öbölbeli fegyház fogvatartottjának öltözékébe (narancs kezeslábas, fekete sapka és bilincsek) és a kaliforniai Disneylandben az egyik gyerekvasút sínpályájának közelébe helyezte.[81][82]
- Matricákat (Neighbourhood Watch)[83] és szobrokat is csinál (a meggyilkolt telefonfülke), valamint ő készítette a Blur's 2003-as Think Tank albumának borítóját is.

## Technika
Mikor a technikájáról kérdezték, Banksy azt mondta: „Bármit használok, amit csak lehet. Néha ez csak annyit jelent, hogy bajuszt rajzolok egy hirdetésen látható lánynak, néha azt, hogy napokat izzadok egy komplikált rajz felett. A hatékonyság a kulcs”
A stencileket hagyományosan kézzel rajzolják, vagy nyomtatják acetátos lapokra vagy kártyákra, mielőtt kézzel kivágják. Banksy munkájának és identitásának titkossága miatt bizonytalan, hogy melyik technikát használja a stenciljei képalkotásánál, noha feltételezhető, hogy néhány képhez számítógépet használ. Könyvében, a Wall and Piece-ben megemlíti, hogy graffitivel kezdte, de azt túl lassúnak találta és vagy elkapták, vagy sosem tudta egyszerre befejezni a művet.

## Politikai és társadalmi témák
„Nem tehetünk semmit, hogy megváltoztassuk a világot, addig amíg a kapitalizmus össze nem omlik. Addig is el kell mennünk vásárolni, hogy megvigasztaljuk magunkat.”- Banksy, Wall and Piece
Banksy munkái egy sor politikai és társadalmi problémával is foglalkoznak, többek között háború-ellenes, antikapitalista, anti-imperialista, anti-autoritárius, anarchista, nihilsta és egzisztencialista témákkal. Továbbá munkái gyakran kifigurázzák a kapzsiságot, szegénységet, hipokricitást, unalmat, kétségbeesést, abszurditást és elidegenedést. Noha Banksy munkái inkább a vizuális ábrázoláson és ikonográfián alapulnak, könyveiben is találkozhatunk politikai megjegyzésekkel. „Az emberek, akiket le kéne lőni” listájában például felsorolja a „fasiszta huligánokat, vallási fundamentalistákat és azokat az embereket, akik listát írnak arról, hogy kiket kéne lelőnöd." Tréfásan kijelentette továbbá, hogy „Néha olyan rosszul leszek a világ állapotától, hogy még a második almás pitémet sem tudom befejezni.”

## Személyazonossága
Banksy valódi kilétéről csak találgatni tudnak, de úgy gondolják, hogy neve vagy Robert, Robden, Robin Gunningham vagy Robin Banks. Születési ideje pedig 1973. július 28. (A Daily Mail szerint.)
Simon Hattenstone a Guardian Unlimited-től egyike azon kevés embereknek, akik szemtől szembe készíthettek interjút Banksyvel. Hattenstone úgy írja le, mint "Jimmy Nail és a brit rapper, Mike Skinner kereszteződése" és "egy 28 éves férfi, aki farmert és egy pólót viselt, van egy ezüst foga, egy ezüst nyaklánc és egy ezüst fülbevaló is volt rajta". Ugyanabban az interjúban Banksy elárulta azt is, hogy a szülei azt hiszik, hogy a fiuk egy festő és dekorátor.
2007 májusában egy bővebb cikk, amelyet Lauren Collins írt a The New Yorkertől újjáélesztette a Banksy identitásáról szóló vitát egy 2004-es fénykép kapcsán, amely a művészről készült Jamaikán a Two-Culture Clash projekt közben.
2007 októberében a BBC honlapján megjelent egy sztori, amely tartalmazott egy fényképet is Banksyról munka közben, amelyet állítólag egy gyalogos készített Bethnal Green-ben, Londonban. A sztori szerint a Tower Hamlets Tanács Londonban úgy határozott, hogy minden Banksy munkát vandalizmusként kezelnek és eltávolítják azt.
2008 júliusában, a The Mail on Sunday lap azt állította, hogy Banksy igazi neve Robin Gunningham. Az ügynöke nem erősítette meg, de nem is tagadta ezt.
2009 májusában a Mail on Sunday ismét azt állította, hogy Banksy neve Gunningham, abból kiindulva, hogy a művész legújabb patkányos rajzán, amely már emblémájának számít, az állat a "Gunningham" feliratot tartja.
Banksy maga ezt állítja a honlapján:
“Nem tudok semmit hozzáfűzni ahhoz, hogy ki lehet, vagy ki nem lehet Banksy, de bárki, akit úgy írnak le, hogy “jól rajzol” nem hangzik Banksynek nekem”. Többek között spekulálnak arra, hogy Maître de Casson svájci művész lehet Banksy. Maître de Casson ezt a saját honlapján tagadja.

## Vitás helyzetek

Banksy műve New York-ban 2013 októberében

Banksy műve New York-ban 2013 októberében

2004-ben, Banksy besétált a párizsi Louvre-ba, és egy képet akasztott a falra, amelyen a Mona Lisa volt, csak éppen sárga smiley arccal.
“Keresztülmenni azon a folyamaton, míg kiválasztják a festményedet, meglehetősen unalmas. Sokkal viccesebb odamenni és kitenni a sajátodat.”
Peter Gibson, a Keep Britain Tidy szóvivője kijelentette, hogy Banksy munkája puszta vandalizmus, és Diane Shakespeare, ugyanannak a szervezetnek a tisztviselője azt mondta: "Aggódunk, hogy Banksy utcai művészete azt dicsőíti, ami valójában vandalizmus".
2007 júniusában Banksy műanyag mobil wc-kből megépítette saját Stonehange-ét a Glastonbury Festival-on. Az installációnak a fesztiválozók a "Portaloo Sunset" és a "Bog Henge" beceneveket adták.
2010-ben kisebb graffitiháború robbant ki Banksy és egy művész, King Robbo között, miután Banksy aki négy új képet készített egy londoni csatorna, a Regent's Canal falára. Igen ám, de a munka során ráfestett egy klasszikus, 24 éve létező Robbo graffitire is. Az átfestett képen egy férfi látható, amint feltapétázza Robbo graffitijét egy szürke falra. Bár egyesek úgy vélték, hogy ezzel Banksy fejet hajtott Robbo előtt, többen gondolják azt, hogy valójában pökhendi gesztusról van szó. Megtorlásképpen számos Banksy darab át lett festve a „Robbo csapat” által Londonban és más városokban is. Banksy szóvivője végül így nyilatkozott az esetről: "Nem festettem át Robbo munkáját. Egyedül arra a részre festettem rá, ahol az szerepel, hogy mrphfgdfrhdgf. Egyébként meg szürreálisnak találom, hogy a graffitisek tulajdonjogot formálnak bizonyos helyekre. Azt gondolnám, a vandálok egyik jellemzője, hogy nem tisztelik a magántulajdont."

## Bibliográfia
Banksy számos könyvet publikált, amelyek a különböző városokban lefotózott munkáiból, festményeiből és kiállításaiból áll, saját írásaival kísérve:
- Banksy, Banging Your Head Against A Brick Wall (2001)
- Banksy, Existencilism (2002)
- Banksy, Cut it Out (2004)
- Banksy, Wall and Piece (2005)
- Banksy, Pictures of Walls (2005)
- A Random House kiadó a Wall and Piece-t 2005-ben adta ki. Ez néhány új kép kivételével utóbbi három könyvéből tartalmaz képeket.[16]
- 2006-ban és 2007-ben is jelent meg könyv a munkáiról, más szerzők tollából:

Martin Bull, Banksy Locations and Tours: A Collection of Graffiti Locations and Photographs in London (2006 – with new editions in 2007, 2008 and 2010)
- Steve Wright, Banksy's Bristol: Home Sweet Home (2007)
- Nicolaas Matsier: 3D a festészetben, A köztér mint szalon c. fejezet (Typotex Kiadó, 2011 ISBN 978-963-2795-70-6)

### Magyarul
- Banksy: Wall and piece / A fal adja a másikat; ford. Simon Bence; Gabo, Bp., 2018